# Republiek China (1912-1949)
De republiek China was tussen 1912 en 1949 de staat die gezag over het grondgebied van China uitoefende. Sinds 1949 beperkt het gezag van de Republiek China zich tot het eiland Taiwan en enkele nabijgelegen eilandjes. Het vasteland van China noemt zich na de communistische machtsovername in 1949 Volksrepubliek China. Beide staten claimen sinds 1949 als enige het gezag over geheel China te vertegenwoordigen.

## China in 1912-1928
In 1912 werd de laatste Chinese keizer van de troon gestoten en werd de republiek China uitgeroepen. Direct hierna verklaarden Buiten-Mongolië en Tibet zich onafhankelijk en Tannu Tuva werd ingepikt door het Russische Rijk.
De eerste president van de republiek werd Sun Yat-sen, de man die ook de Xinhairevolutie zelf opgezet had. Deze functie gaf hij al in 1912 op ten gunste van Yuan Shikai. Yuan was een hoge militaire leider tijdens de laatste fase van de Qing-dynastie.
Hij behoorde oorspronkelijk tot de hervormers, maar bleek vooral uit te zijn op macht. In 1915 probeerde hij het keizerrijk te herstellen en als Hongxian-keizer zelf de troon te bestijgen. Maar verzet van andere militaire machthebbers en zijn voortijdige dood voorkwamen deze restauratie van het keizerrijk. Yuan overleed namelijk al in 1916. In 1917 werd door een van de krijgsheren, de voormalige Xuantong-keizer ook nog een keer tot keizer uitgeroepen. Dit 'keizerrijk' hield echter maar 12 dagen stand, doordat een andere krijgsheer de pas herstelde Qing-dynastie ten val wist te brengen.
In de Eerste Wereldoorlog koos de Republiek China de zijde van de geallieerden, en zond duizenden arbeiders naar het front in Frankrijk om te helpen met de aanleg van loopgraven. Op het moment dat het aan Duitsland de oorlog verklaarde, bezette China ook de Duitse concessies in Tianjin en Hankou (thans deel van de stad Wuhan). Deze gebieden werden na de oorlog integraal deel van China. Japan, dat ook officieel de kant van de geallieerden had gekozen, bezette echter reeds sinds 1914 de tot dan toe Duitse concessie Qingdao, in de provincie Shandong, en trachtte en passant China met zijn "21 eisen" een groot deel van de soevereiniteit af te nemen. In Versailles wees men de Duitse gebieden ten slotte toe aan Japan. Om deze reden weigerde China het verdrag van Versailles te ondertekenen.
Hierna brak een onrustige tijd aan. Er heerste anarchie in de Republiek. In verschillende gebieden hadden "krijgsheren" de macht gegrepen en stelden zich daar vrijwel onafhankelijk op. Sun Yat-sen was van 1921 tot zijn dood in 1925 de leider van gebieden in Zuid-China. In 1925 kwam er een einde aan de krijgsheerperiode, toen de leider van de Nationalistische Kwomintang, Chiang Kai-shek, president werd van de Republiek. Hij versloeg in een burgeroorlog de overgebleven krijgsheren in Noord-China. Toen deze waren verslagen brak er in China een nieuwe periode aan: De zogenaamde Kwomintang-periode. De hoofdstad werd verplaatst en de vlag werd veranderd. China wordt na 1928 aangeduid als Nationalistisch China of Kwomintang-China.

## China in 1928-1949
Nadat Chiang Kai-shek de laatste 'krijgsheren' had verslagen brak er in de Republiek China een nieuwe periode aan: De zogenaamde Kwomintang-periode (naar de gelijknamige politieke partij). De Kwomintang wordt ook wel de Guomindang (GMD) genoemd. De hoofdstad werd verplaatst naar Nanjing en de vlag werd veranderd. China wordt tussen 1928 en 1949, het jaar van het noodgedwongen vertrek van de Chinese regering naar Formosa, dan ook wel aangeduid als Nationalistisch China of Kwomintang-China.

### Geschiedenis van Kwomintang-partij
De Kwomintang was een Chinese, thans Taiwanese, politieke partij. De KMT kwam in 1911 voort uit de Revolutionaire Liga van dr. Sun Yat-sen, de bekende Chinese revolutionair. De KMT was gebaseerd op democratie, (niet-marxistisch) socialisme en republicanisme (zie Drie principes van het volk). Toen Sun in 1912 de eerste president van de Chinese Republiek werd, werd de KMT, tot dan toe een voorhoedebeweging, omgezet in een echte politieke partij. Sun werd echter spoedig als president vervangen door Yuan Shikai, die de KMT verbood. Sun trad hierna als voorzitter van de partij af en trok zich aanvankelijk terug, maar na de dood van Yuan in 1916 werd hij weer politiek actief. Met Sovjetsteun wisten de legers van de KMT de plaatselijke krijgsheren in Zuid-China te verdrijven en de republiek aldaar te herstellen. Vanaf het begin van de jaren twintig maakten ook de communisten deel uit van de KMT. De reden hiervoor was dat de Sovjet-Unie alleen steun zou verlenen aan de KMT, wanneer zij communisten in haar partij zou opnemen. Na de dood van Sun in 1925 groeide de ster van generalissimo Chiang Kai-shek, die in 1927 partijleider van de KMT werd. In datzelfde jaar verbrak hij de contacten met de Sovjets en begonnen de nationalistische legers een heksenjacht tegen de communisten van Mao Tse-tung, maar de communisten wisten met ongeveer 20.000 man uit te breken en te vluchten door het binnenland naar het noorden.

### Geschiedenis van Kwomintang-China
In 1928 had Chiang Kai-shek eindelijk alle krijgsheren verslagen en de burgeroorlog beëindigd. Nu had hij ook namens de KMT de macht in China in handen. Hij veranderde toen veel 'dingen'. Zo werd de vlag veranderd en werd de hoofdstad verplaatst naar Nanjing.
In 1931 werd president Chiang Kai-shek opgevolgd door Lin Sen. In datzelfde jaar viel het Japanse Keizerrijk de Chinese provincie Mantsjoerije binnen en begon in feite de Tweede Chinees-Japanse Oorlog. Nog geen jaar later verklaart Japan het door hun bezette gebied ook nog onafhankelijk onder de naam Mantsjoekwo. Ondertussen blijft de strijd tussen de KMT en de communisten van Mao Tse-tung ook nog doorgaan. De situatie blijkt onhoudbaar als in 1936 Japan erin slaagt grote gebieden in Oost-China te veroveren. In 1937 wordt de Chinese Regering zelfs gedwongen uit Nanjing te vertrekken. Die stad behoorde toen namelijk tot de door Japan bezette gebieden. De nieuwe hoofdstad werd Chongqing. Japan verklaarde ook de veroverde gebieden in Oost-China onafhankelijk onder de naam Japans-China.
De communisten en de KMT zagen nu in dat ze samen moesten werken in het Tweede Verenigde Front. Na de Tweede Wereldoorlog kreeg China de door Japan veroverde gebieden weer terug. Ook de hoofdstad werd weer naar Nanjing verplaatst. Hoewel de Chinese KMT-Regering, die sinds 1943 weer onder leiding van Chiang Kai-shek stond, door het buitenland erkend werd (zo werd Nationalistisch China permanent lid van de Verenigde Naties), had zij in feite geen macht meer in China zelf. Er was namelijk weer een burgeroorlog uitgebroken tussen de Nationalisten van de KMT en de Communisten van Mao Tse-tung. In 1949 wonnen de communisten en werd de Volksrepubliek China gesticht. De Nationalistische KMT-Regering moest toen gedwongen wegtrekken naar het eiland Formosa, dat nog niet in communistische handen was gevallen. Daar bleef de nationalistische Republiek China verder voortbestaan. Deze republiek is ook wel bekend onder de naam Taiwan. Daar veranderde Chiang Kai-shek de republiek in een eenpartijstaat, waarin de KMT alle macht had. Pas begin jaren negentig werd de eenpartijstaat opgeheven en werd Taiwan een democratie.

## Japans-China 1937-1941
Met Japans-China wordt het door de Japanners bezette deel van China tijdens de Chinees-Japanse oorlog bedoeld. De Tweede Wereldoorlog begon voor China al in 1937. Het Japanse keizerrijk bezette toen grote delen van Oost-China, onder andere de Chinese hoofdstad Nanjing. Dit zou ook de hoofdstad worden van het door de Japanners bezette deel. Hoewel de Japanners de touwtjes in handen hadden, was het officieel een onafhankelijke staat, net als Mantsjoekwo (Mantsjoerije), dat Japan al eerder op China veroverd had. In het westen beschouwde men deze gebieden echter als bezet. Zij werden geleid door een pro-Japanse Chinese regering die beweerde dat dit het enige officiële China was. Het had ook dezelfde vlag als voor de bezetting (behalve een extra strook erboven). Toen Japan in 1945 de Tweede Wereldoorlog verloor, raakte het ook China weer kwijt en werd Nanjing weer de hoofdstad van de hele Republiek China (inclusief Mantsjoerije).

## Republiek China 1949-heden
Aan het einde van de Chinese Burgeroorlog in 1949 vluchtte de Kwomintang, de Chinese nationalisten, nadat de communisten de oorlog gewonnen hadden, naar Taiwan. Ruim 700.000 vertegenwoordigers van de KMT-elite en zo'n 800.000 KMT-militairen stroomden in op een oorspronkelijke bevolking van 6 miljoen inwoners. De Kwomintang bleef het gezag over het "ondeelbare China", de Republiek China, opeisen. Het nu over het vasteland van China regerende communistische regime eiste hetzelfde op onder de naam Volksrepubliek China, maar beide regimes slaagden er niet in Taiwan en het vasteland van China onder één regering en vlag te brengen.
Heden zijn er nog 18 staten die Republiek China als onafhankelijke staat erkennen, en daarmee als enige legitieme regering van geheel China. De staten die Republiek China erkennen, kunnen geen economische hulp, diplomatieke relatie etc. krijgen van Volksrepubliek China. De 18 staten die Republiek China erkennen, krijgen elk jaar een grote som "zakgeld" van de Republiek. Deze landen zijn:
- Salomonseilanden
- Marshalleilanden
- Tuvalu
- Palau
- Nauru
- Kiribati
- Eswatini
- Vaticaanstad
- Belize
- El Salvador
- Guatemala
- Haïti
- Honduras
- Paraguay
- Saint Kitts en Nevis
- Saint Vincent en de Grenadines
- Nicaragua
- Saint Lucia

Er is ook één land dat noch met Republiek China, noch met Volksrepubliek China diplomatieke relaties heeft: Bhutan.
Andong · Chahar · Hejiang · Liaobei · Nenjiang · Rehe · Songjiang · Suiyuan · Xikang · Xing'an
Prehistorie · Oudheid · Keizerrijk · Republiek · Volksrepubliek